# Shahrestān-e Gachsārān
Shahrestān-e Gachsārān (persiska: شهرستان گچساران, گچساران) är en delprovins (shahrestan) i Iran.   Den ligger i provinsen Kohgiluyeh och Buyer Ahmad, i den centrala delen av landet, 600 km söder om huvudstaden Teheran.
Delprovinsen hade 124 096 invånare 2016.